# Mademoiselle Cloque
Vous lisez un « bon article » labellisé en 2021.
Mademoiselle Cloque est un roman de mœurs français de René Boylesve paru en 1899.
Cinquième roman dans l'œuvre de René Boylesve, il raconte, sur fond d'une querelle religieuse à Tours dans les années 1880, les trois dernières années de la vie d'une vieille demoiselle idéaliste et chevaleresque, qui souhaite ardemment la reconstruction d'une grande basilique dédiée à saint Martin. Arc-boutée sur ses principes, elle va jusqu'à refuser à sa nièce un beau mariage avec le fils d'un partisan de la cause adverse, qui milite pour l'édification d'une église modeste ; cette dernière option finit pourtant par prévaloir au terme d'affrontements où la politique, la religion et les intérêts particuliers sont intimement mêlés.
Prenant pour argument la « guerre des basiliques », épisode réel de l'histoire tourangelle, et s'inscrivant donc de manière plus secondaire dans le roman historique, le récit est avant tout une étude de mœurs sur une partie de la société bourgeoise et religieuse tourangelle au XIXe siècle ainsi qu'une galerie de portraits. Il retrace le combat perdu de l'idéalisme contre le réalisme, thématique récurrente chez l'auteur.

## Résumé
Dans les années 1880, les Tourangeaux se déchirent sur l'opportunité de reconstruire une grande basilique à la gloire de saint Martin ou d'édifier une église modeste au-dessus de son tombeau récemment redécouvert.
Mademoiselle Cloque, âgée de 70 ans au début du roman et toujours célibataire, « basilicienne » fervente, partage son temps entre les discussions avec sa servante Mariette et les parties de cartes ou de dames avec le vieux marquis d'Aubrebie, un voisin et ami athée avec qui les disputes sont continuelles. Elle vit dans le souvenir de son entrevue avec le vicomte de Chateaubriand rencontré quand elle était jeune fille, mais elle consacre surtout une grande part de son énergie au projet de reconstruction d'une basilique somptueuse. Elle n'hésite pas pour cela à sacrifier le bonheur de sa nièce Geneviève, orpheline dont elle est la tutrice et qui aurait dû épouser le riche fils d'un notable local. Ce dernier est malheureusement gagné à la cause des partisans d'une église modeste, ce qui rend aux yeux de Mlle Cloque le mariage inconcevable.
Un temps directrice de l'ouvroir de Saint-Martin, elle perd ce titre pour une maladresse qu'on lui laisse commettre. Ses amis, prenant ce prétexte et sentant que leur cause n'a plus les faveurs des édiles ni même de l'archevêque, abandonnent les uns après les autres le parti basilicien et la vieille demoiselle, à l'exception d'une poignée d'irréductibles comme monsieur Houblon. Mademoiselle Cloque, pour sa part, loin de l'affairisme de son temps, refuse toute compromission et persévère dans son idéal. Elle perd son combat, car seul un « chalet républicain » est finalement construit. Geneviève épouse un notaire de La Celle-Saint-Avant, petite commune aux limites du département et son ancien fiancé se marie avec une de ses amies, aux mœurs plus légères, mais dont les opinions politiques de la famille sont plus en accord avec les siennes. Mademoiselle Cloque meurt à 73 ans, terrassée par ce qu'elle croit, à tort, être une trahison de la part de sa nièce mais surtout minée par le chagrin et l'amertume.

## Personnages principaux
- Mademoiselle Cloque : héroïne du roman, 70 ans, célibataire ;
- Geneviève : nièce de Mlle Cloque ;
- Le sous-lieutenant Marie-Joseph de Grenaille-Montcontour : ex-futur époux de Geneviève ;
- Mesdemoiselles Jouffroy : deux sœurs âgées, amies puis adversaires de Mlle Cloque, des « girouettes » selon Boylesve[3] ;
- Le marquis d'Aubrebie : voisin et ami de Mlle Cloque ;
- Monsieur Houblon : organiste à Saint-Martin et basilicien farouche ;
- Loupaing : anticlérical, plombier et voisin de Mlle Cloque.

## Thèmes et caractères du roman
L'intrigue générale du roman a pu être ainsi résumée : « Parce que mademoiselle Cloque et le comte de Grenaille-Montcontour ne sont pas d'accord sur les dimensions d'une basilique en construction, la nièce de l'une n'épousera pas le fils de l'autre ! ».

### Mademoiselle Cloque: idéaliste jusqu'à la cruauté

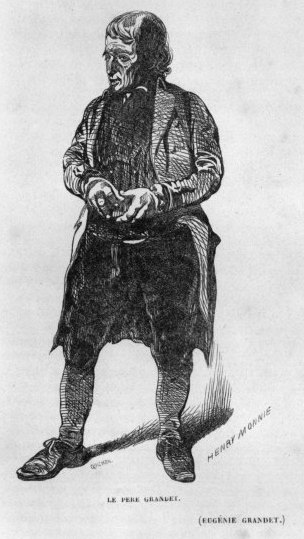
Le père Grandet.

Si René Boylesve utilise comme support de son roman l'épisode historique de la « guerre des basiliques » à Tours, il n'en fait pas le thème principal de son récit ; cet événement n'intervient que comme fil conducteur de l'histoire et les personnages principaux qui y ont participé à l'époque n'apparaissent pas dans le roman. L'auteur s'attache avant tout à décrire, d'une manière tendrement ironique, l'esprit chevaleresque et les combats d'arrière-garde de son héroïne, finalement « vaincue par les forces de l'opportunisme et de l'hypocrisie ». André Bourgeois établit même un parallèle entre Mlle Cloque et les personnages de Don Quichotte ou Cyrano de Bergerac, la vieille demoiselle incarnant le même idéal du beau et de l'inutile : « Mais sache donc, ma pauvre enfant [Mlle Cloque s'adresse à sa nièce], que tout ce qui s'est fait de plus beau et de plus grand dans le monde n'était pas nécessaire ». C'est l'affrontement entre l'idéalisme et le réalisme, thème cher à Boylesve et qu'il développe dans nombre de ses œuvres : les idéaux de Mlle Cloque sont vaincus par les contingences du moment ; l'idéal d'amour de Geneviève cède la place, sans qu'elle combatte vraiment, au respect des convenances de sa classe sociale.
Au milieu des retournements d'alliances et d'opinions, Mlle Cloque, et dans une certaine mesure monsieur Houblon, gardent tout au long du roman les mêmes convictions et une droiture d'esprit sans faille. Boylesve fait dire à la vieille demoiselle : « Il y a une chose que je n'ai jamais pu supporter, c'est la tiédeur, c'est ce qui est fait à moitié, c'est ce qui n'est ni bien ni mal ». La droiture d'esprit de Mlle Cloque confine même à la rigidité, puisqu'elle fait passer sa foi et son interprétation des convenances avant des sentiments familiaux qu'elle éprouve pourtant. C'est pourquoi André Bourgeois n'hésite pas à la qualifier de « monstre » malgré son caractère foncièrement bon, comme le père Grandet d'Honoré de Balzac qui lui aussi sacrifie le bonheur d'une enfant : mademoiselle Cloque demande à Geneviève de renoncer par écrit à son projet de mariage, tout comme le père Grandet exige de sa fille un document par lequel elle lui abandonne l'héritage de sa mère. Là où l'aveuglement de Mlle Cloque devient manifeste, c'est lorsqu'il lui semble logique, évident, que les sentiments de Geneviève envers son fiancé se sont éteints avec la lettre de renoncement.
Mademoiselle Cloque réapparaît dans Je vous ai désirée un soir (1925), roman plus autobiographique de René Boylesve. Son personnage, sous des contours un peu adoucis, y professe pourtant le même idéal de pureté et de droiture qu'elle tente de faire partager au narrateur, un jeune adolescent, dont elle est l'amie, la confidente mais aussi l'égérie.

### Une société bourgeoise et réaliste
Autour de Mlle Cloque gravitent de nombreux personnages. Boylesve dépeint les compromissions et les petits calculs des uns et des autres : les religieux comme Mgr Fripière et la plupart des basiliciens comme les demoiselles Jouffroy préfèrent abandonner leur idéal pour ne pas risquer de tout perdre ; la famille Grenaille-Montcontour choisit au bout du compte le rapprochement avec les avocats israélites Niort-Caen, mieux à même d'assurer son avenir au sein de la bourgeoisie qu'une union avec la catholique mais désargentée Geneviève ; quant à madame Pigeonneau-Exelcis, c'est sans état d'âme qu'au nom de l'intérêt commercial elle choisit d'ouvrir sa librairie religieuse à des œuvres profanes, comme Nana, après son déménagement dans la rue Royale.
La participation de la famille Niort-Caen à l'intrigue du roman témoigne de la volonté chez Boylesve de montrer que la vie tranquille et bourgeoise d'une ville de province paisible et catholique peut être bouleversée par les projets d'expansion immobilière — Niort-Caen a racheté en sous-main des terrains initialement prévus pour y construire la grande basilique et désormais sans utilité — d'une famille israélite dont les codes sociaux sont totalement différents.
Seul personnage conservant une parfaite neutralité dans ce combat auquel il ne se mêle pas, le marquis d'Aubrebie observe les uns et les autres. Toutefois, sous des dehors détachés et parfois légèrement cyniques, il apparaît dans les dernières lignes de l'ouvrage qu'il était peut-être le seul véritable ami, sincère et désintéressé, de Mlle Cloque, admirant sans doute sa constance et son opiniâtreté sans pour autant en endosser les opinions.

## L'œuvre dans son temps

### Contexte historique

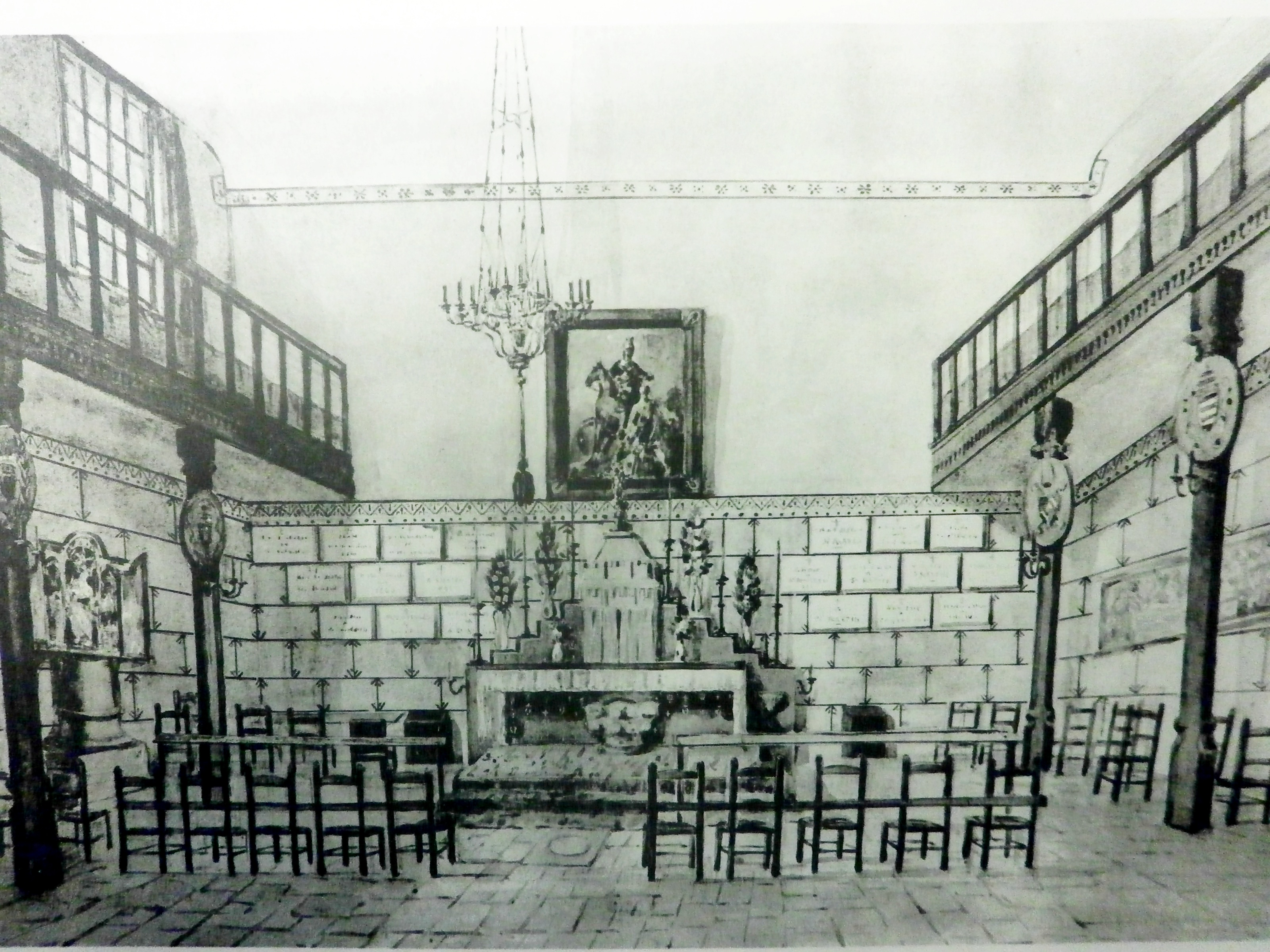
Chapelle provisoire, vers 1880.

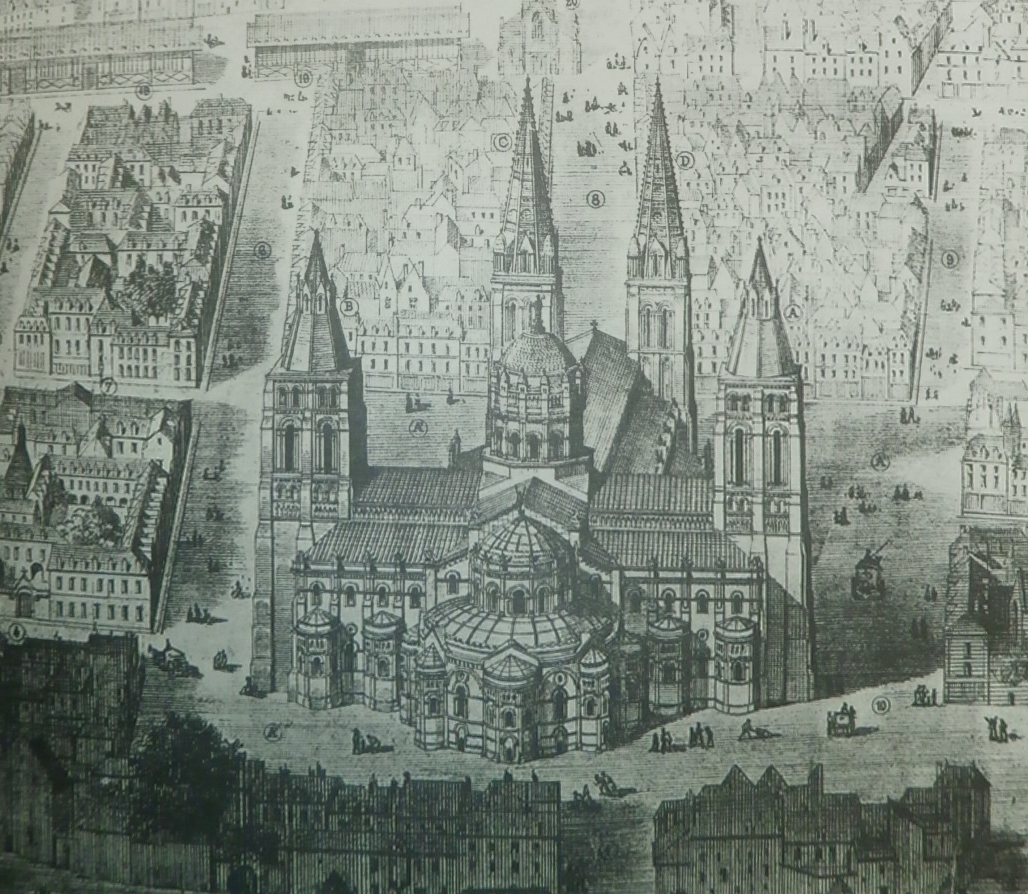
Projet de reconstruction de la « grande » basilique (A.-J. Baillargé).

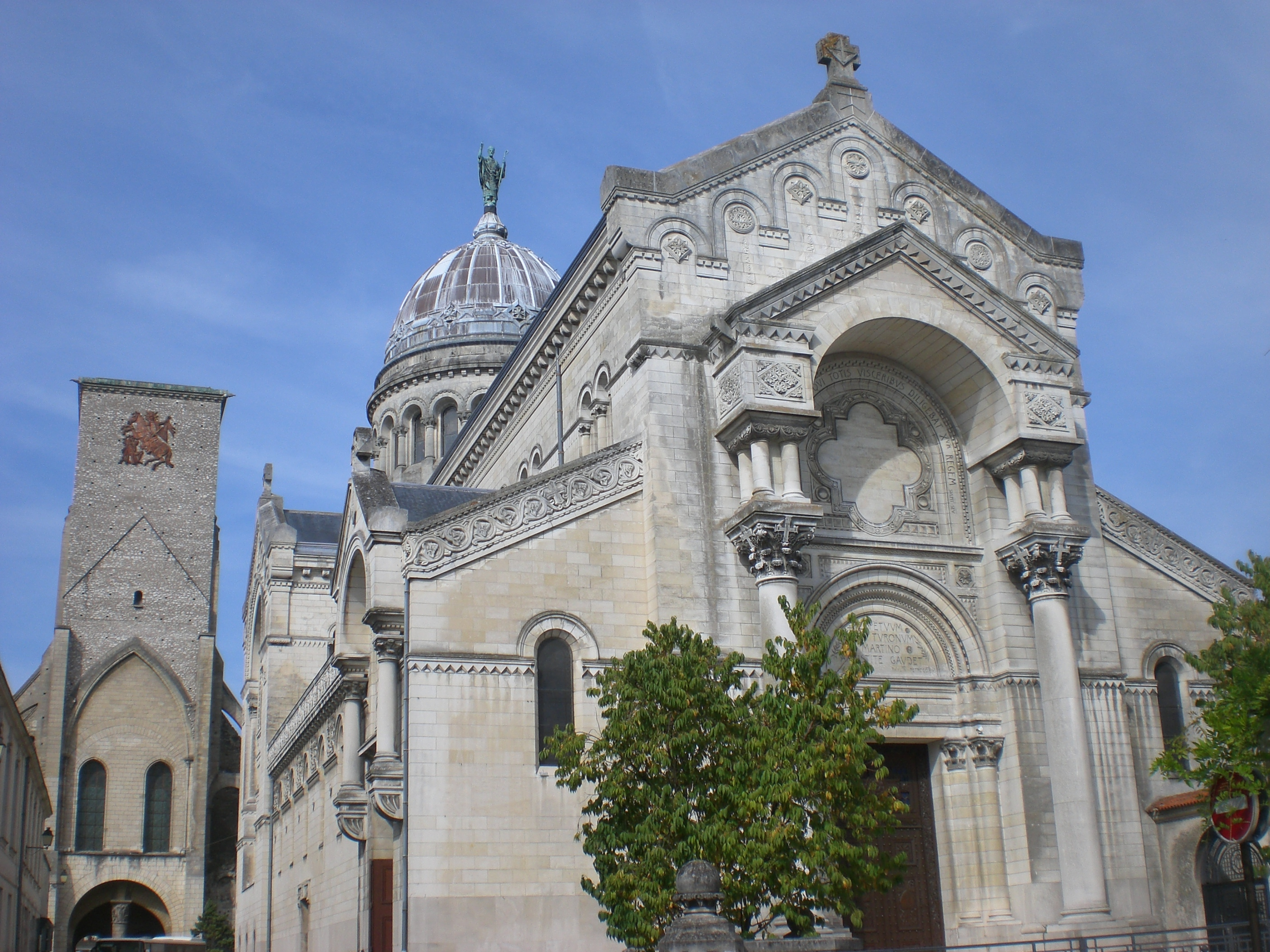
Basilique néo-byzantine Saint-Martin de Tours (V. Laloux).

L'ancienne basilique Saint-Martin de Tours, partiellement effondrée pendant la Révolution française faute d'entretien, est démolie au tout début du XIXe siècle. L'examen du plan de cette basilique révèle que le tombeau du saint, s'il a survécu à la destruction de l'église, se trouve enfoui dans les caves des habitations situées à l'angle est de la rue des Halles et de la rue Descartes nouvellement percée. Les fouilles entreprises après acquisition de ces demeures aboutissent effectivement à la découverte du tombeau le 14 décembre 1860. La construction d'un nouveau lieu de culte est dès lors envisagée mais, dans un premier temps, un simple oratoire puis une chapelle provisoire sont édifiés, en profitant des trois maisons dont les caves abritent le tombeau.
Deux camps se forment alors à Tours et s'affrontent violemment pendant une trentaine d'années, l'équivalent d'une « affaire Dreyfus tourangelle ». D'un côté, les catholiques les plus fervents, « traditionalistes », résolument monarchistes, regroupés au sein de l'Œuvre du vestiaire de Saint-Martin, militent pour la reconstruction d'une basilique grandiose, comparable à celle détruite. En face, les architectes diocésains, appuyés par la plus grande partie des habitants de Tours, défendent un projet moins ambitieux mais surtout moins onéreux, d'une basilique plus modeste, incluant seulement, dans une crypte située sous le chœur, les vestiges du tombeau de saint Martin. Le conseil municipal de Tours récemment élu, républicain, farouchement anticlérical et emmené par le radical Armand-Félix Rivière, s'oppose dans un premier temps de manière égale aux deux projets. L'option d'une église de petites dimensions finit par prévaloir : au sortir de la guerre de 1870, les finances ne permettent pas une dépense de grande ampleur et l'influence des tenants de la grande basilique, nettement minoritaires et non soutenus par les instances du clergé, est insuffisante. L'archevêque de Tours Guillaume Meignan et le pape Léon XIII lui-même se déclarent favorables au projet le plus modeste, finalement approuvé par le préfet.
Si le roman se déroule sur trois ans, probablement entre 1883 et 1887, au plus fort de cette querelle à laquelle il emprunte les principaux épisodes, ce que Boylesve reconnaît dans une lettre à l'un de ses amis, il est difficile d'en préciser davantage la datation. René Boylesve n'a en effet pas cherché à respecter une chronologie rigoureuse pour son récit, où il met en scène des événements réels qui se sont déroulés à des dates différentes mais qu'il rend contemporains pour les besoins de son roman. La première page du manuscrit, reproduite dans l'ouvrage d'Émile Gérard-Gailly, commence par ces mots : « Vers 1884, vivait à Tours […] » que Boylesve a raturés et corrigés en « Vers 188.., vivait à Tours […] ».

### Contexte géographique

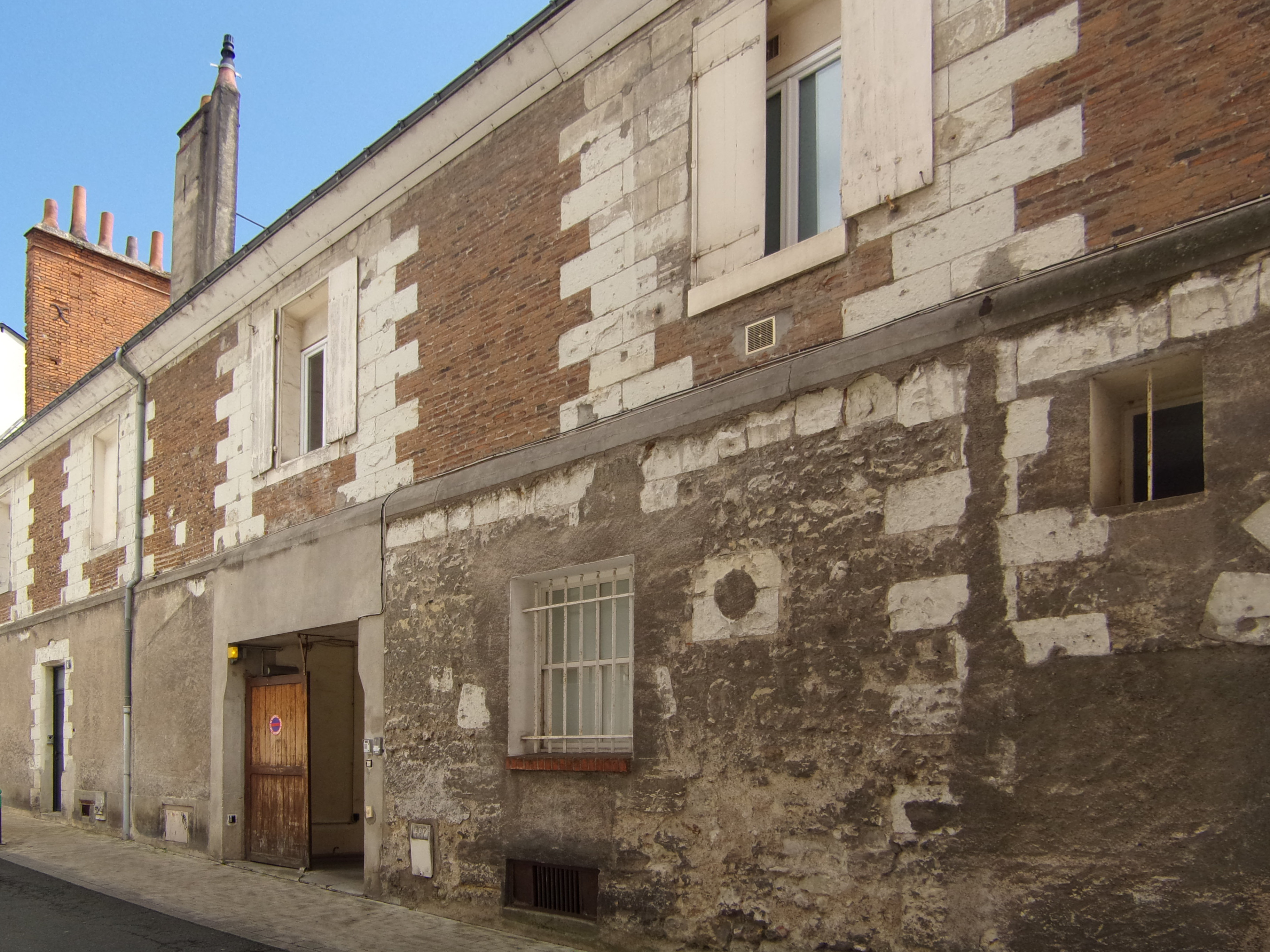
8, rue de la Bourde à Tours.

Le fondement historique du roman étant la construction d'une nouvelle basilique dédiée au culte de saint Martin après la redécouverte de son tombeau, l'intrigue ne peut se dérouler qu'à Tours.
- 1 : domicile de Mlle Cloque
- 2 : hôtel d'Aubrebie (?)
- 3 : chapelle provisoire
- 4 : librairie Pigeonneau-Exelcis
- 5 : chapelle de l'Adoration Perpétuelle
- 6 : église Saint-Clément

Principaux lieux cités dans le roman.

La géographie de la ville est respectée et la plupart des lieux cités dans l'œuvre sont réels : l'église Saint-Clément (en cours de démolition au début du roman), les rues Descartes, de la Bourde, Nationale (rue Royale au début du roman) à Tours, l'institution Marmoutier où la jeune Geneviève est pensionnaire, les bâtiments comme la chapelle provisoire ou la chapelle du couvent de l'Adoration Perpétuelle (chapelle Saint-Jean) ou encore l'hôtel du Faisan (détruit pendant la Seconde Guerre mondiale) dans la rue Royale. L'hôtel du marquis d'Aubrebie a fort probablement existé lui aussi, peut-être au no 11 de la rue de la Bourde, mais l'immeuble ayant été reconstruit, il n'est pas possible de l'affirmer. L'hôtel Niort-Caen dans l'avenue de la Tranchée, au nord de la Loire, est la reproduction fidèle d'un hôtel proche du domicile du père de Boylesve, au même endroit.
Quant à la demeure de Mlle Cloque dans la rue de la Bourde, bien que le numéro n'en soit pas précisé, sa description par Boylesve correspond trait pour trait à celle où habitent les grands-parents maternels de l'écrivain, sise au no 8 de cette rue, ce que confirme la sœur de René Boylesve.
S'ajoutent à cette topographie avérée quelques rares sites imaginaires ou recomposés, comme la librairie Pigeonneau-Exelcis : il existait bien rue des Halles, près de la chapelle provisoire, une librairie religieuse qui a servi de modèle dans la première partie du roman. Par contre, l'emplacement du magasin après son déménagement rue Royale ne correspond à aucune librairie comparable ; Boylesve a toutefois utilisé, pour en faire la description, d'authentiques magasins de cette rue.

### Personnages
De 1883 à 1885, les grands-parents maternels de René Boylesve habitent Tours, dans la rue de la Bourde, et presque tous les personnages du roman sont inspirés par l'entourage de la famille Boylesve à l'époque ou, plus rarement, par des personnalités alors connues.

#### Mademoiselle Cloque et sa nièce

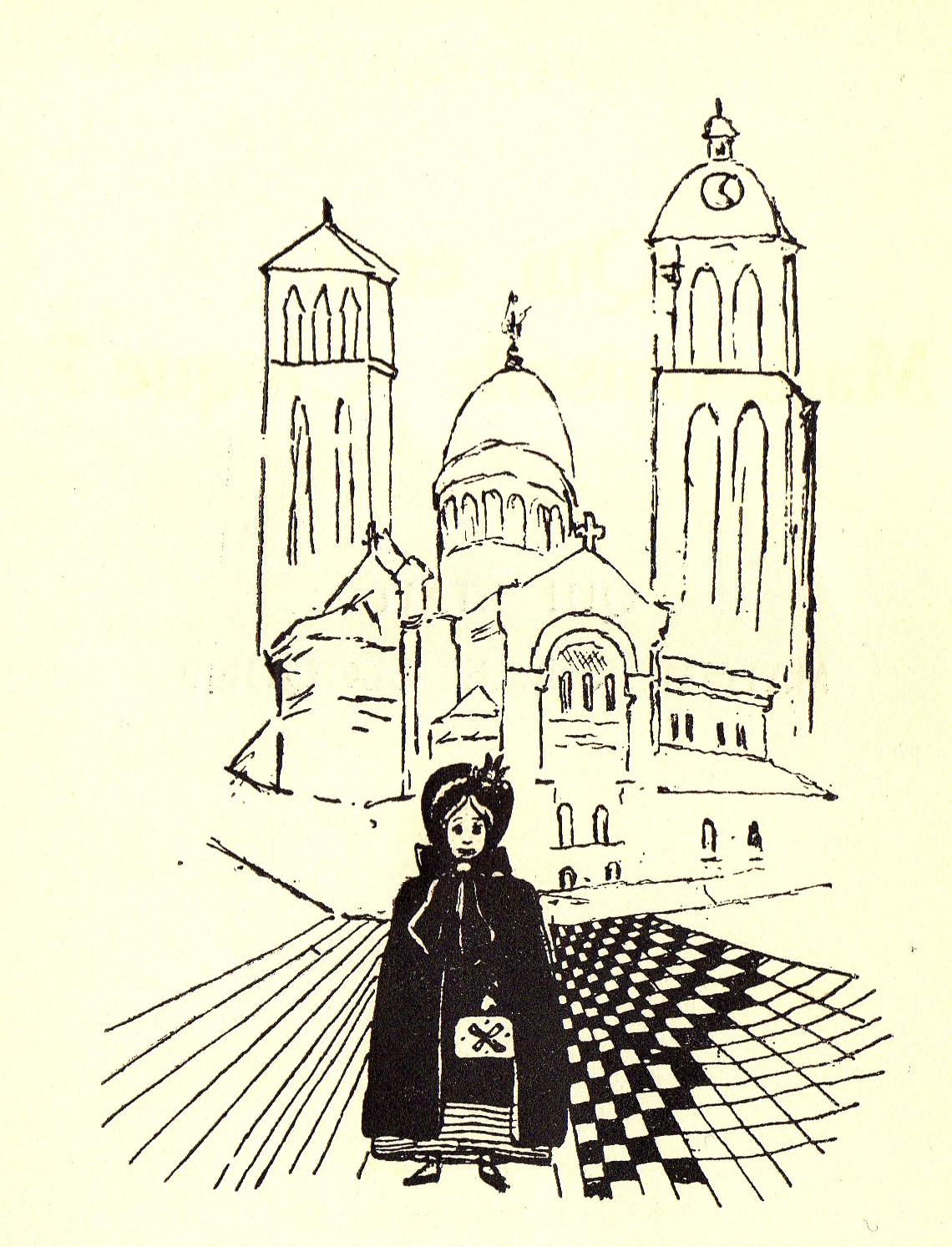
Dessin de René Boylesve dans le manuscrit de Mademoiselle Cloque (1898).

Le personnage central, Athénaïs Cloque, a très vraisemblablement pour modèle une voisine et amie des grands-parents de Boylesve — elle habite rue des Halles —, fervente croyante appelée Adélaïde Blacque originaire de Nogent-sur-Seine ; la similitude phonétique entre les prénoms et les noms est frappante. Boylesve nie toutefois s'être inspiré, pour camper son personnage principal, d'une personne existante : « Dans tous les coins de France, et même à l'étranger, on m'a affirmé que ma vieille demoiselle vivait, avait vécu, qu'on la reconnaissait aisément, et l'on m'a souvent donné son nom, ses innombrables noms. Elle s'appelait comme ceci à Montpellier, comme cela à Clermont-Ferrand, et à Saint-Brieuc de telle autre manière. Il n'y a que moi qui n'ai jamais connu la vieille demoiselle ». Il n'en reste pas moins que René Boylesve, dans ses notes de travail, écrit : « Longue nouvelle, petit roman : Mademoiselle Cloque : l'histoire de mademoiselle Blacque et l'ancienne chapelle Saint-Martin de Tours ». Adélaïde Blacque est admiratrice d'Henri Lacordaire comme Athénaïs Cloque l'est de Chateaubriand ; dans ses notes préliminaires, Boylesve prévoit même que Mlle Cloque, au début du roman, rencontre Lacordaire et non Chateaubriand. Toutefois, à la différence du personnage qu'elle a inspiré, Mlle Blacque ne prend aucune part active dans la guerre des basiliques, même si elle approuve sans doute le projet de construction de la grande église. Mademoiselle Blacque vit encore quand le roman paraît, mais la grand-mère maternelle de Boylesve meurt en 1887, à l'âge de 73 ans, comme Mlle Cloque et d'un accident vasculaire cérébral comme elle.
Adélaïde Blacque a une nièce, âgée de trente-quatre ans (le double de l'âge de Geneviève), Marie-Angélique Boulanger, dont elle arrange le mariage avec un employé des Postes et Télégraphes de Tours. Le personnage de Geneviève comporte aussi certains traits de Marie, la sœur de René Boylesve, qui fait ses études à Marmoutier.

#### Personnages secondaires
Concernant le marquis d'Aubrebie, « doux et raisonnable philosophe » selon François Trémouilloux, Émile Gérard-Gailly écrit : « C'est, ou je me trompe fort, René Boylesve lui-même, avec une perruque blanche prématurément posée sur sa tête ». Les émotions ressenties par le marquis d'Aubrebie devant l'agonie et la mort de Mlle Cloque pourraient très bien être celles de René Boylesve lui-même face à la mort de sa grand-mère en 1887. Boylesve se transformerait ainsi en acteur de ses propres histoires au travers de ses personnages, le marquis d'Aubrebie dans Mademoiselle Cloque et, dans un autre registre, le baron de Chemillé dans La Leçon d'amour dans un parc auxquels le romancier prête ses propres sentiments.

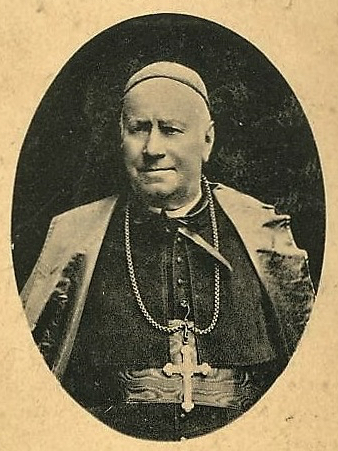
Guillaume Meignan.

« Monseigneur Fripière », l'archevêque de Tours qui finit par prendre le parti du chalet républicain, est très probablement Guillaume Meignan, archevêque de Tours à la fin du XIXe siècle et que son pragmatisme pousse à adopter la même position. Le nom même du personnage semble être un clin d'œil ironique à la profession des parents de Guillaume Meignan, marchands de drap, alors que la mère de Mgr Fripière est marchande à la toilette.
Loupaing est le reflet du voisin et propriétaire de la maison des grands-parents de René Boylesve à Tours. C'est un plombier-zingueur borgne et peu sociable nommé Compaing (ou Campaing), aussi républicain et anticlérical dans la vie que dans le livre, conseiller municipal de Tours en 1884. Ils doivent supporter ses vexations et partagent avec lui et les autres locataires une cour commune, comme dans le roman ; la similitude des noms Compaing/Loupaing est aussi révélatrice que pour Blacque/Cloque.
Le frère Gédéon, ou « frère au rabat bleu », reprend les traits du chanoine Stanislas Rosemberg, vendeur de souvenirs religieux à la porte de la chapelle provisoire,. Monsieur Houblon (de Saint-Gilles) doit être identifié à Monsieur Salmon de Maison Rouge, organiste à Saint-Martin, veuf et père de quatre filles comme dans le roman. Ce dernier ne fait cependant preuve d'aucun militantisme religieux et Boylesve semble reprendre ce trait du personnage à Stanislas Ratel, l'un des principaux membres de l'Œuvre du vestiaire,.
Parmi les personnages les plus notables du roman, la famille Niort-Caen, dont l'anthroponyme est peut-être formé sur la base Lyon-Caen, n'a aucun modèle local identifiable aux dires de Boylesve, alors que le comte de Grenaille-Montcontour pourrait être le comte de Beaumont, d'une famille solidement implantée en Touraine. Ces personnages, en outre, n'apparaissent pas ou peu dans le roman mais ils sont selon Gérard-Gailly « des puissances plus encore que des personnes, des symboles plutôt que des individus ».

## L'écrivain face à son œuvre

### Roman charnière dans la carrière de Boylesve
Boylesve travaille déjà sur le roman qui, après plusieurs évolutions, paraît sous le titre La Becquée lorsqu'il entreprend la rédaction de Mademoiselle Cloque. Ce qui doit n'être au départ qu'une longue nouvelle devient vite un roman auquel Boylesve se consacre totalement, interrompant momentanément la rédaction de son autre ouvrage. Il ne s'écoule peut-être que sept mois entre le début de la rédaction (juillet 1898 ?) et la publication, en feuilleton puis en volume (janvier 1899), de Mademoiselle Cloque.
Mademoiselle Cloque est le cinquième roman publié par René Boylesve. Alors que les quatre premiers se déroulent dans le sud de la Touraine (Le Médecin des dames de Néans), en Allemagne (Les Bains de Bade) ou en Italie (Sainte-Marie-des-Fleurs et Le Parfum des îles Borromées), Mademoiselle Cloque a pour cadre principal la ville de Tours et ses environs proches. Dans ce roman, à la différence des deux suivants (La Becquée et l'Enfant à la balustrade), Boylesve ne met pas en scène sa propre histoire ni celle de sa famille, même s'il s'appuie sur des lieux où lui ou les siens ont vécu, complétant ses souvenirs par la lecture de brochures qu'il fait venir de Tours à Aix-les-Bains, où il séjourne lorsqu'il écrit le roman. Il semble que la part purement autobiographique, dans cette période de sa carrière, n'ait pas encore été envisagée bien qu'il s'appuie sur des personnages réels pour camper ses caractères. Cette période autobiographique commence en 1901 avec La Becquée, roman qui marque aussi une rupture de style soulignée par Edmond Lefort. Jusqu'en 1899 et Mademoiselle Cloque, le style de Boylesve préfigure d'une certaine manière celui de Marcel Proust, et son éditeur Louis Ganderax lui reproche alors un certain manque de concision. À partir de la publication de La Becquée, Boylesve tient compte de cette critique en faisant évoluer son style d'écriture qui devient beaucoup plus sobre, les phrases plus courtes, allant à l'essentiel.
La parution de Mademoiselle Cloque est saluée par la critique. Dans ce roman, Boylesve montre qu'il maîtrise désormais sa plume et qu'il s'est composé un « style », comme le souligne Henri de Régnier en réponse au discours de réception de Boylesve à l'Académie française, le 20 mars 1919 : « Si je me suis arrêté sur ce roman [Mademoiselle Cloque], c'est que j'y trouve déjà toute votre manière ». René Marill Albérès est plus nuancé : dans son ouvrage Histoire du roman moderne (1962), il regrette que le succès de Mademoiselle Cloque tienne « à une manière d’application scolaire, à un ensemble de recettes éprouvées », mais cet avis reste minoritaire, surtout parmi les plus récents spécialistes de Boylesve.
Le roman est également cité comme référence dans des présentations d'ouvrages historiques consacrés à la basilique.

### Paradoxes d'intention, paradoxe de construction

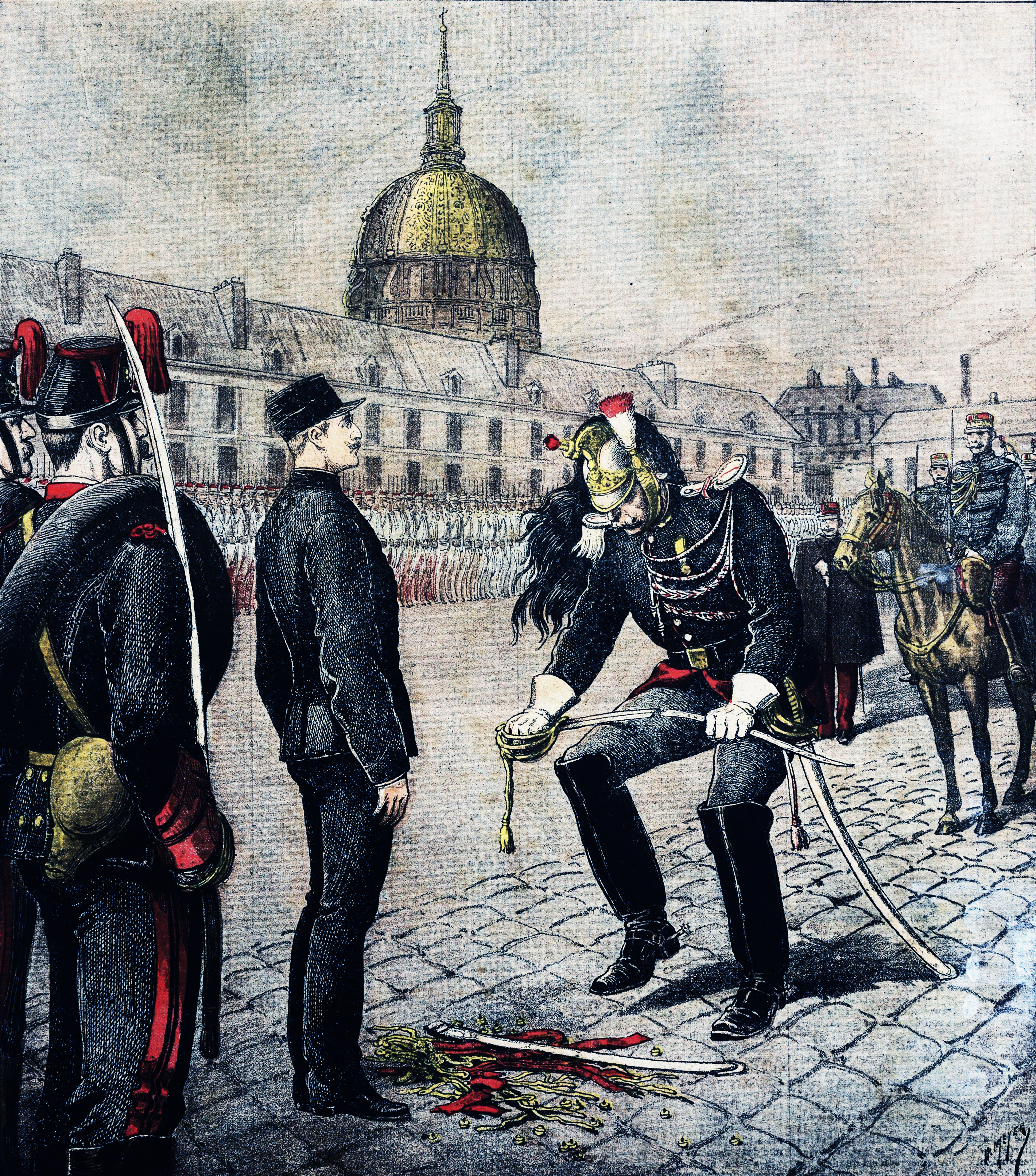
Dégradation d'Alfred Dreyfus, le 5 janvier 1895 (Henri Meyer, Le Petit Journal, 13 janvier 1895).

Boylesve cultive dans ce roman, peut-être sans le vouloir, deux paradoxes sur les messages qu'il délivre. Mademoiselle Cloque est publiée au moment de l'affaire Dreyfus — en 1899, le premier jugement condamnant Dreyfus vient d'être cassé par la Cour de cassation et un nouveau conseil de guerre se tient à Rennes — et l'écrivain, comme plusieurs jeunes auteurs de son époque, manifeste des opinions plutôt dreyfusardes : pourtant, le caractère et les agissements de la famille Niort-Caen ne donnent pas une opinion flatteuse des Juifs, dépeints comme cupides et sans scrupule. D'autre part, selon André Bourgeois, bien que nullement irréligieux, Boylesve publie un livre « extrêmement dangereux pour la religion » du fait du raisonnement parfois empreint de « jésuitisme » de Mlle Cloque.
La construction de l'œuvre se révèle, elle aussi, paradoxale. Les sept premiers chapitres du livre mettent bien « en vedette » le personnage de Mlle Cloque : c'est elle, alors éminemment sympathique, que le lecteur suit pas à pas dans ses rapports avec son entourage, dans son activisme au service de la « grande basilique ». En revanche, à partir des vacances de Geneviève, ce sont les actes et les sentiments de cette dernière qui semblent conduire l'intrigue et attirer l'attention et la sympathie du lecteur, Mlle Cloque agissant ou réagissant en fonction de sa nièce en même temps qu'elle ternit sa propre image par sa dureté et son intransigeance : c'est alors plutôt le thème du « mariage raté » qui est porté en avant. De ce fait, selon André Bourgeois, le roman semble alors perdre de son unité dans la mesure où le personnage principal ne l'est plus. Cette construction en deux temps, au détriment de l'unité d'action, est sans doute voulue par Boylesve pour maintenir l'attention du lecteur, que la seule question de la construction de la basilique ne saurait captiver tout au long du livre.

## Éditions
Le manuscrit du roman est conservé au département des Manuscrits de la Bibliothèque nationale de France. Le texte publié dans La Grande Revue est conforme à ce manuscrit alors que la publication en volume a subi plusieurs remaniements.

### En français
- Mademoiselle Cloque : parution en feuilleton dans La Grande Revue de novembre 1898 à février 1899.
- Mademoiselle Cloque, Paris, Éditions de la Revue blanche, 1899, 416 p. (édition originale) [lire en ligne].
- Mademoiselle Cloque (ill. Adolphe Gumery), Paris, Librairie Arthème Fayard, coll. « Modern-Bibliothèque » (1re éd. 1911), 114 p.
- Mademoiselle Cloque, Paris, Calmann-Lévy (1re éd. 1921), 398 p.
- Mademoiselle Cloque (ill. couverture : Marie-Thérèse Mabille), Chambray-lès-Tours, CLD, 1985, 261 p. (ISBN 978-2-6000-3450-0, lire en ligne).
- Mademoiselle Cloque, North Charleston (États-Unis), CreateSpace, 2014, 208 p. (ISBN 978-1-5053-2870-7).

### En langues étrangères
- (es) La Señorita Cloque (trad. German Gomez de la Mata), Valence, Prometeo, 1920, 248 p..